# Farma wiatrowa w Margoninie
Elektrownia Wiatrowa Margonin – elektrownia wiatrowa zlokalizowana w miejscowości Margonin w województwie wielkopolskim. Pierwsze wiatraki stanęły w 2009 roku. Obecnie jest to największa farma wiatrowa w Polsce, składająca się z 60 wiatraków o łącznej mocy 120 MW, co pozwala zaspokoić potrzeby energetyczne 90 tys. gospodarstw domowych.
Wartość inwestycji – 166 mln euro. Wartość pojedynczego wiatraka – 2 mln euro. Na jeden wiatrak (fundament) zużyto – 60 ton stali, 600 m³ betonu (80 tzw. gruszek). Wysokość słupa – 100 m, rozpiętość łopat śmigła – 90 m. Infrastruktura przesyłowa łącząca farmę wiatrową z siecią wysokiego napięcia zarządzana jest przez przedsiębiorstwo energii elektrycznej PSE natomiast samą farmą zarządza EDP Renewables Polska.
Wiatraki zgrupowane są na dwóch obszarach. Każdy z nich zajmuje powierzchnię ponad 50 km². Całkowita moc farmy stanowi ponad 2% mocy obecnie działających w Polsce elektrowni wiatrowych.
Farma w Margoninie jest największą tego typu inwestycją ekologiczną w Polsce i 7-8 w Europie (na lądzie).